# Pjotr Badmajev
Pjotr Alexandrovitj Badmajev, född 1848 i Burjatien, död 1919, var en rysk naturläkare.
Badmajev konverterade till kristendomen och blev kejsar Alexander III:s gudson samt kom därigenom i nära förbindelse med hovet. I sin mycket omfattande praktik använde Badmajev tibetmedicin, grädekokter och dylikt. Han var hovkamarillans hemlige rådgivare i den östasiatiska politiken. Han deltog som Rasputins trogne vän i dennes äventyr.